# 周紫炫
周紫炫（1991年3月26日—），本名周丽青，早期用“青青”作为艺名。马来西亚女歌手。15岁開始于马六甲餐廳驻唱，2014年參加馬來西亞Astro歌唱比賽進入十強，2016年加入「Pop Pop Facrory」唱片公司，2017年出版｢青心」專輯。目前為個人發展。

## 經歷
| 2017年 | 《青•心》（专辑） Love to Love 《我要的自由》（单曲） |
| 2018年 | We’re Proud to be Anak Malaysia（单曲）               |
| 2020年 | 《只要你相信》*未正式发行*                            |

| 2014年 | 《ASTRO新秀大赛》9强                                                                        |
| 2015年 | 担任动力火车云顶巡演的开场嘉宾 云顶《情歌绵绵》演唱会，担任张洪量合唱嘉宾，演唱《广岛之恋》 |
| 2021年 | 《8TV一曲订情》冠军（搭档：邵煜翔）                                                         |

## 外部來源
- 周紫炫的Facebook專頁
- 周紫炫的Instagram帳戶